# تپه‌های رفیع آباد
تپه‌های رفیع آباد مربوط به دوران‌های تاریخی پس از اسلام است و در شهرستان مرودشت، ۳۰۰ متری محوطه نقش رستم واقع شده و این اثر در تاریخ ۲۲ مرداد ۱۳۸۴ با شمارهٔ ثبت ۱۳۳۴۳ به‌عنوان یکی از آثار ملی ایران به ثبت رسیده است.